# Clayton Pisani
Clayton Pisani (L-Iklin, 31 luglio 1978) è un arbitro di calcio maltese.